# Jeanne Auzoult
Jeanne Auzoult, född 1625 död 1662, var en fransk skådespelare. Hon var känd under artistnamnet Mademoiselle Baron.
Hon var dotter till skådespelarna Jean Auzoult och Jeanne de Creve, och gift 1641 med skådespelaren André Boiron (d. 1655). Hon var mor till Michel Baron.
Hon var engagerad hos Grands Comediens (Comédiens du Roi) vid Hôtel de Bourgognes teater 1641-1662. 
Hon beskrivs som en utmärkt uttolkare av byxroller och respekterad av Pierre Corneille. Tallemant beskrev henne som "mycket söt, inte en fantastisk skådespelerska men en succé på grund av sin skönhet".
Då hon avled 1662 anställdes Alix Faviot för att ersätta henne.